# Lasippa hegesandira
Lasippa hegesandira är en fjärilsart som beskrevs av Hans Fruhstorfer 1913. Lasippa hegesandira ingår i släktet Lasippa och familjen praktfjärilar. Inga underarter finns listade i Catalogue of Life.